# Stones of Stenness
Stones of Stenness, ook Standing Stones of Stenness genoemd, is een henge-monument met steencirkel uit het neolithicum, gelegen aan de zuidoostzijde van Loch of Stenness op Mainland, een van de Schotse Orkney-eilanden. De steencirkel behoort samen met Skara Brae, de Ring of Brodgar en Maeshowe tot het Hart van neolithisch Orkney, dat sinds 1999 door UNESCO aan de Werelderfgoedlijst is toegevoegd.

## Situering

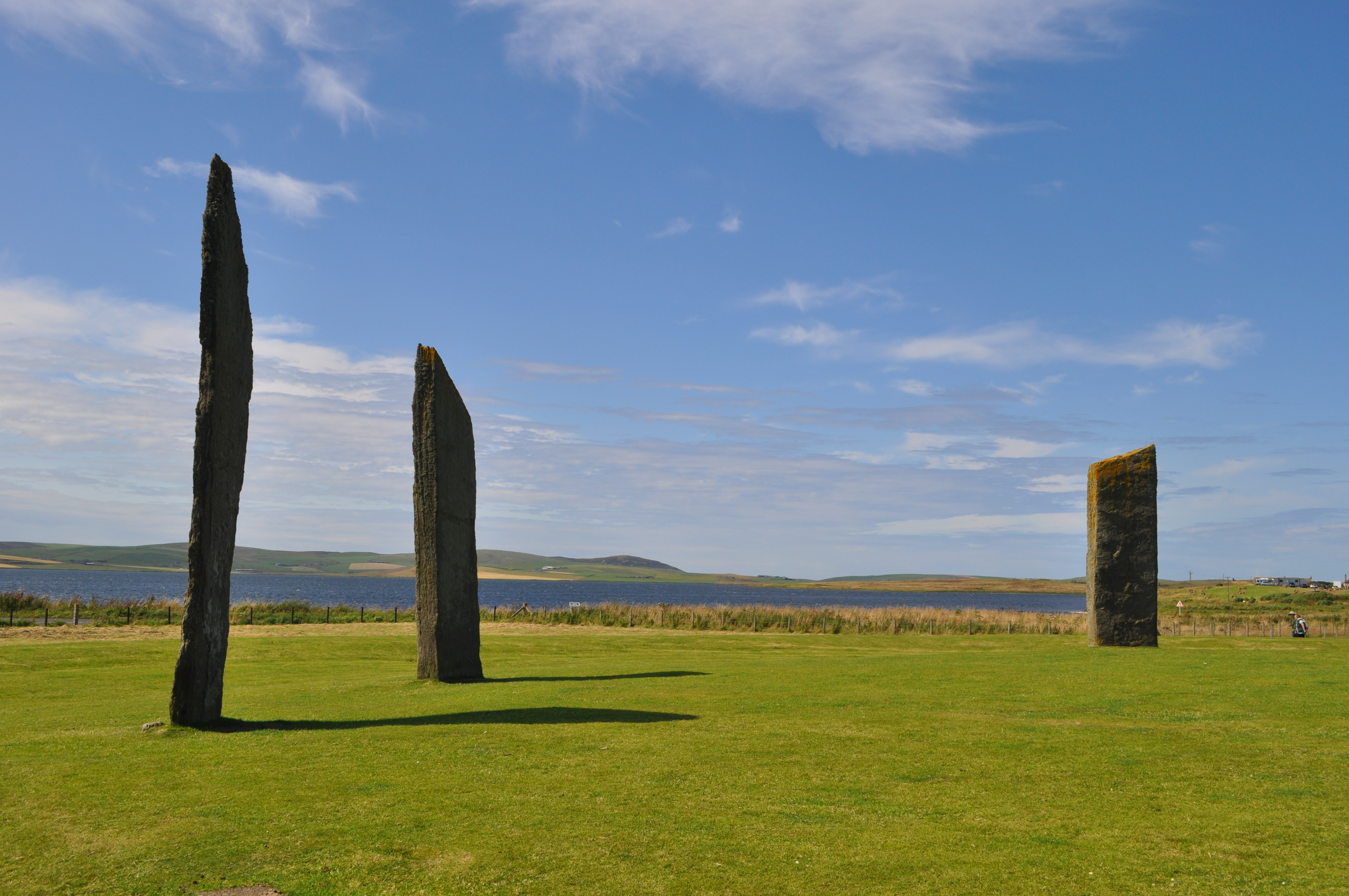
Stones of Stenness

De Stones of Stenness staan op de zuidoostelijke oever van het Loch of Stenness, net ten oosten van de B9055, aan de zuidzijde van het naar het noordwesten lopende isthmus genaamd Ness of Brodgar dat het Loch of Harray scheidt van het Loch of Stenness. Ten noorden van het isthmus ligt het henge-monument met steencirkel Ring of Brodgar.
Nabij de Stones of Stenness hebben vier andere grote staande stenen gestaan, waarvan er thans nog twee over zijn; de Barnhouse Stone ligt 700 meter naar het zuidoosten; de Watch Stone, 5,6 meter hoog, 170 meter naar het noordnoordwesten.
Een van de twee verdwenen stenen was de Odin Stone, die 135 meter ten noorden van de Stones of Stenness stond, doch in 1814 werd vernietigd.
Iets ten noordoosten van de Stones of Stenness, aan de oever van het Loch of Harray, ligt de neolithische nederzetting Barnhouse. Ten oosten van de steencirkel ligt de neolithische graftombe Maeshowe.

## Naamgeving
De naam Stones of Stenness is afgeleid van het Oudnoorse Steinn-nes, een stenen verhoging in het landschap.
In de achttiende en negentiende eeuw werd deze steencirkel ook aangeduid met de hoogstwaarschijnlijk geromantiseerde term Temple of the Moon (Tempel van de Maan). De oudste bekende op schrift staande vermelding is afkomstig van Martin Martin in 1716. In 1841 was deze term nog lokaal in gebruik. De Temple of the Sun (Tempel van de Zon) werd gebruikt voor de Ring of Brodgar.

## Geschiedenis

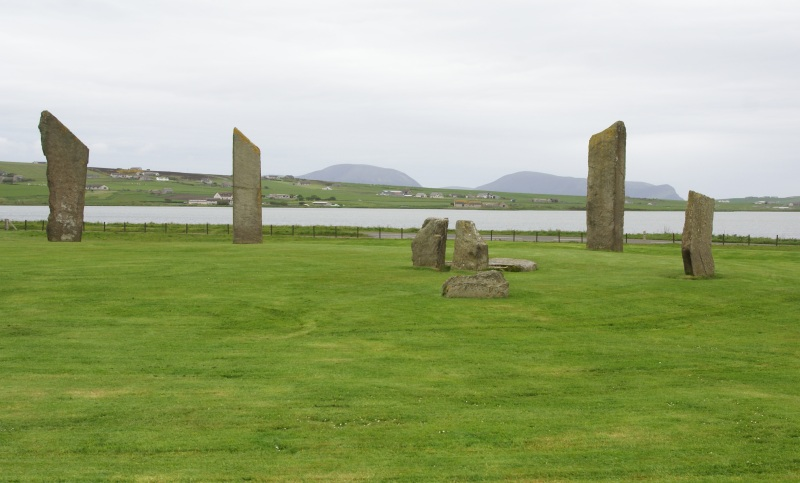
Stones of Stenness met van links naar rechts meedraaiend in de cirkel de stenen 2 en 3, dan de heropgerichte stenen 5 en 7, gevolgd door (vooraan) de stomp van nummer 8. Achter de stomp van nummer 8 zijn de stenen te zien van de 'dolmen'.

### Neolithicum

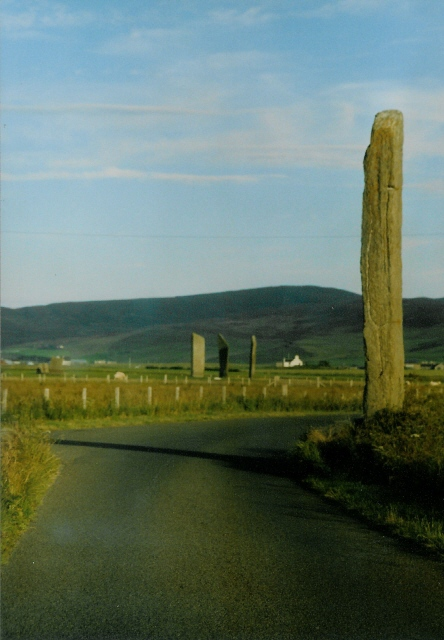
De Watch Stone en de Stones of Stenness

De henge en steencirkel genaamd Stones of Stenness werd opgericht aan het begin van het derde millennium v.Chr. Het is een van de vroegst opgerichte bekende henges in Groot-Brittannië. Een C14-datering van het diepste niveau in de henge (de greppel) leverde een datum van 3050 v.Chr. op. Waarschijnlijk werd de steencirkel opgericht voordat de henge werd gebouwd, gezien de ruimte die nodig is om te kunnen manoeuvreren met de staande stenen. Het realiseren van de Stones of Stenness kostte vermoedelijk zo'n vijftigduizend mandagen (vijftig mensen zouden er bij een 40-urige werkweek er vier jaar over doen), waarbij de henge de meeste tijd kostte. Dit getal werd berekend op basis van experimenten en op basis van het feit dat het heroprichten van een van de stenen van deze cirkel in 1906 door acht man kon worden gedaan met behulp van een houten constructie.
In het midden van de steencirkel bevindt zich een stenen constructie die lijkt op een huiselijke haard. De C14-datering van houtskool uit deze haard gaf aan dat dit dateerde uit 2900 v.Chr. Vóór de constructie van de haard stond op de plaats van deze haard een houten paal; het is onbekend waar deze voor diende.
De betekenis van de Stones of Stenness is onbekend, al kan het wel worden gezien als een teken van rijkdom en macht in dit gebied op de Orkey-eilanden. De haard, het middenpunt in een huis, zou een symbolische betekenis kunnen hebben gehad.

### IJzertijd
In de steencirkel werd ten zuiden van de haard een groep van vijf kuilen gevonden, waarvan eentje houtskool bevatte dat werd gedateerd tussen 469 en 669. Dit zou aan kunnen geven dat de steencirkel tot in de IJzertijd in gebruik bleef.

### Vanaf de achttiende eeuw
Een van de oudste geschreven vermeldingen over de Stones of Stenness stamt uit 1760 en is afkomstig van Richard Pococke, bisschop van Ossory, waarin hij melding maakt van vier staande stenen en een liggende platte steen.
In 1772 maakte Sir Joseph Banks eveneens melding van vier staande stenen. Volgens de huidige gebruikte nummering van de staande stenen betrof het hier de stenen met de nummers 2, 3, 5 en 6. Hij beschreef ook drie kleinere stenen in het midden van de cirkel die boven de turflaag uitstaken. In 1805 maakte Barry melding van dezelfde vier stenen, maar hij vermeldde eveneens de stomp van steen nummer 8. Hij noemde verder een grote, brede, platte steen die richting het midden van de steencirkel lag.
Op 16 augustus 1814 bezocht Sir Walter Scott de Stones of Stenness; in zijn memoires maakte hij de opmerking, dat er in het midden van de cirkel een brede, platte steen lag, die vermoedelijk ooit het altaar was waarop menselijke slachtoffers werden geofferd. Hij gebruikte dit idee onder meer in zijn roman The Pirate die in 1821 verscheen.
In december 1814 vernietigde de boer kapitein W. MacKay, die dat jaar eigenaar was geworden van het terrein, de vlakbij staande Odin Stone omdat hij zich ergerde aan de toeristen op zijn land. Daarna haalde hij steen 5 en 6 van de Stones of Stennes omver en brak steen nummer 6 in stukken. Beschrijvingen van de Stones of Stenness halverwege de achttiende eeuw noemen de nog rechtop staande stenen 2 en 3, de gevallen steen 5 en de stomp van nummer 8. Er wordt geen vermelding gemaakt van steen 6, zelfs niet van een restant.
In april 1906 kwamen de Stones of Stenness, de Ring of Brodgar en Maeshowe in staatsbeheer. In ditzelfde jaar werd steen nummer 5 heropgericht. Hierbij werd steen nummer 7 ontdekt, die vervolgens in 1907 werd heropgericht, waarbij de steen vastgezet werd in beton.
In dit jaar werd de platte steen, die nabij het midden van de cirkel lag, op de twee kleinere staande stenen geplaatst om een dolmen te vormen. Deze foutieve reconstructie werd geïntroduceerd door James Cursitor die dacht dat het hier een megalithische graftombe betrof, bestaande uit drie platte, rechtopstaande stenen en waar de deksteen van miste. Bij een inventarisatie door de archeologische dienst van de staat in 1946 werd het feit dat het hier een foutieve reconstructie betrof in ieder geval onderkend. In oktober 1972 werd de tot deksteen verklaarde steen van de constructie afgeduwd, waarmee er geen sprake meer was van een dolmen.
In 1999 werd het monument Stones of Stenness als onderdeel van het Heart of Neolithic Orkney opgenomen in de werelderfgoedlijst.

## Bouw

### Steencirkel
De steencirkel is circa dertig meter in diameter en bestond hoogstwaarschijnlijk uit twaalf stenen. Vier stenen staan nog overeind, waarvan er twee werden heropgericht in 1906-1907. De hoogste overeind staande steen is zo'n vijf meter hoog. Zeven stenen zijn bekend middels stompen of gaten in de grond. De stenen werden geplaatst in kuilen van ongeveer een meter diep, waarna de kuilen werden opgevuld met kleinere stenen om de rechtopstaande stenen te ondersteunen.
In theorie kan de cirkel ook uit elf stenen hebben bestaan; de steen waarvan geen sporen zijn gevonden zou moeten hebben gestaan aan de zuidoostelijke zijde, een plek die in lijn ligt met de zonsopkomst tijdens de zonnewende.
De steencirkel zou een ellips kunnen zijn geweest van 32,3 bij 29,9 meter of een redelijk goede cirkel met een diameter van 31,7 meter.
Hieronder volgt een overzicht van de staande stenen. De stenen zijn met de klok mee genummerd van 1 t/m 12, beginnende met de meest zuidelijk staande steen, waarbij de ingang van de henge zich tussen nummer 7 en 8 bevindt. De hoogte is in het geval van de nog staande stenen de hoogte die de steen boven de grond uitsteekt (de nummers 2, 3, 5, 7 en 8).
| Steen no. | Hoogte             | Breedte    | Dikte          | Gewicht   | Opmerking                                          |
| --------- | ------------------ | ---------- | -------------- | --------- | -------------------------------------------------- |
| 1         |                    | 0,9 meter  | 0,4 meter      |           | enkel gat                                          |
| 2         | 5,7 meter          | 1,4 meter  | 0,3 meter      | ca. 6 ton | zuidzijde, hoogste steen                           |
| 3         | 5,3 meter          | 1,35 meter | tot 0,38 meter |           | westzijde, leunt ietwat naar buiten                |
| 4         | 0,57 meter         | 0,8 meter  | 0,3 meter      |           | stomp                                              |
| 5         | 4,8 meter          | 1,55 meter | 0,45 meter     | 9-10 ton  | westzijde, omgehaald in 1814, heropgericht in 1907 |
| 6         |                    |            |                |           | vernietigd in 1814                                 |
| 7         | 2,0 meter          |            | 0,1 meter      |           | noordzijde, stomp, heropgericht in 1907            |
| 8         | 0,4 meter          |            |                |           | stomp                                              |
| 9         |                    |            |                |           | enkel gat                                          |
| 10        | minstens 0,3 meter | 1,09 meter | 0,4 meter      |           | enkel gat                                          |
| 11        | minstens 0,3 meter |            | 0,1 meter      |           | stomp                                              |
| 12        |                    |            |                |           | geen gat                                           |

### Om de cirkel: de henge
Rondom de steencirkel bevond zich een greppel en een aarden verhoging, die door ploegwerkzaamheden zijn vernietigd. De aarden verhoging is zichtbaar als een strook van klei van ongeveer 6,5 meter breed. Deze verhoging zou zo'n 1,8 meter hoog kunnen zijn geweest. De greppel was zeker zeven meter breed en twee meter diep, waarbij het onderste deel uitgehakt was in de rotsen. De steencirkel, greppel en verhoging besloegen een cirkel met een diameter van circa 44/45 meter.
Er was slechts één (wijde) toegang tot de steencirkel en die bevond zich aan de noordzijde. Deze toegang bevond zich aan de zijde waar zich de nederzetting van Barnhouse lag.
De greppel vulde zich vermoedelijk reeds snel na de bouw met water, getuige de vondst van de resten van waterplanten waarvan de bladeren zich boven het wateroppervlak bevonden.

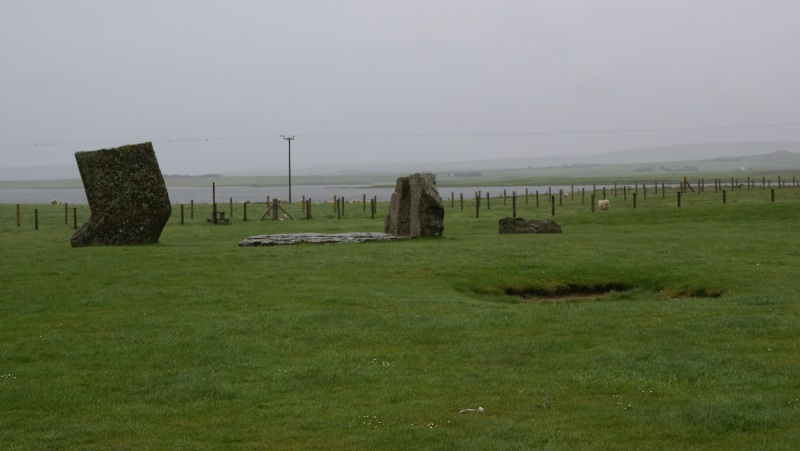
De Stones of Stenness met rechtsvooraan de mogelijke haard. Links staat steen nummer 7 en rechts de stomp van nummer 8. Ertussen de resten van de 'dolmen'.

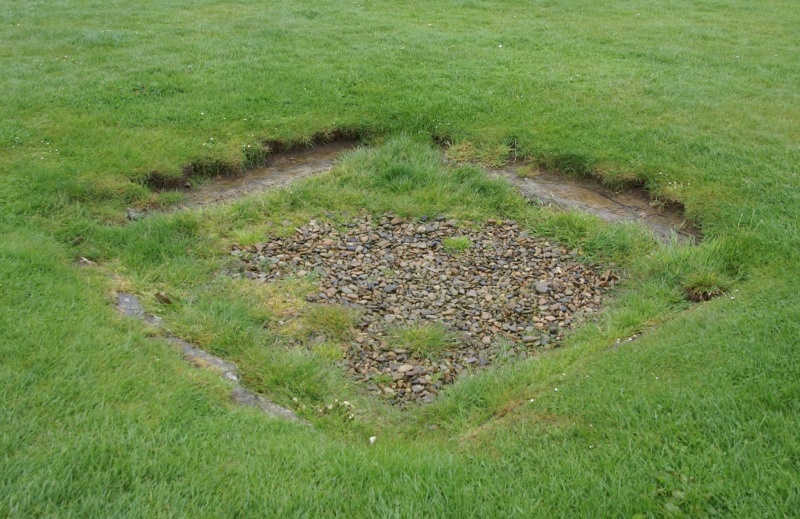
De mogelijke haard bestaat uit vier platte stenen en ligt in het midden van de steencirkel.

### In de cirkel
In het midden van de steencirkel bevindt zich een rechthoekige, bijna vierkante constructie met een oppervlakte van ongeveer twee vierkante meter en bestaande uit vier platte stenen, gelijkend op een haard van een neolithisch huis zoals gevonden in Skara Brae en Barnhouse. Hierin zijn kleine delen van verbrand bot, houtskool en scherven van het Grooved Ware-aardewerk gevonden.
Tussen het midden van de steencirkel naar de noordelijke ingang toe zijn twee gaten gevonden waarin een tweetal staande stenen moeten hebben gestaan. Iets ten noorden van deze twee stenen en de ingang zijn bewijzen gevonden voor een houten constructie van zo'n twee meter lang. C14-datering van de houtresten gaf aan dat deze constructie dateerde uit circa 2150 v.Chr. De oostelijke en westelijke zijde van deze houten constructie stonden in lijn met de twee genoemde staande stenen.
In de steencirkel bij de ingang bevinden zich twee staande stenen en een plat liggende steen. Volgens historicus Burl betrof het hier een opzet van drie stenen, waarbij twee parallel stonden (noord en zuid) gescheiden door een nauwe opening waarachter de derde steen stond, als ware het de achterwand van een soort alkoof. Aan het begin van de twintigste eeuw werd de liggende steen op de staande stenen gelegd, waarmee een soort dolmen werd gemaakt; dit werd in de jaren zeventig van diezelfde eeuw ongedaan gemaakt.

### Vondsten
In de greppel van de henge zijn botten gevonden afkomstig van runderen, schapen, wolven en honden. Dit waren wellicht resten van offerfeesten in de henge. Twee botten bleken afkomstig te zijn van mensenhanden.
Er zijn eveneens fragmenten van Grooved Ware-aardewerk gevonden in deze greppel.
In het midden van de cirkel werden resten van verbrande botten gevonden, alsmede houtskool en aardewerkscherven.
In 1906 werden tijdens het heroprichten scherven gevonden van aardewerk uit de IJzertijd. Het aardewerk was van hetzelfde type aardewerk als gevonden op andere plaatsen in de Shetlandeilanden, Orkney-eilanden en Caithness, bijvoorbeeld in Midhowe Broch en Mousa Broch.

## Beheer
Het monument Stones of Stenness wordt beheerd door Historic Scotland.